# محسن حجاریان
محسن حجاریان (زادهٔ ۱۵ اسفند ۱۳۲۵ در خرم‌آباد) موسیقی‌شناس قومی اهل ایران است.

## زندگی‌نامه
حجاریان در سال ۱۳۲۵ در خرم‌آباد متولد شد. او در سال ۱۳۵۰ با مدرک کارشناسی از دانشگاه اصفهان در رشتهٔ جغرافیا فارغ‌التحصیل شد و سپس به دانشگاه ایالتی کاپین در بالتیمور رفت و در سال ۱۳۵۴ در رشتهٔ حقوق کیفری مدرک کارشناسی ارشد گرفت. شروع فعالیت‌های او در زمینهٔ موسیقی‌شناسی قومی در سال ۱۳۵۶ بود که به مدت سه ماه تحقیقاتی در این زمینه را در ایالت داکوتای جنوبی و در میان جمعی از سرخپوستان بومی آمریکا انجام داد. در سال ۱۳۵۷ به دانشگاه سوربن در فرانسه رفت و به مطالعهٔ زبان و تمدن فرانسه پرداخت. در سال ۱۳۶۰ برای یک سال به دانشگاه بارسلونا در اسپانیا رفت و نهایتاً در سال ۱۳۷۴ از دانشگاه مریلند در بالتیمور مدرک کارشناسی ارشد در موسیقی‌شناسی قومی گرفت. او بعداً در همین زمینه از دانشگاه مریلند در کالج پارک دکترا گرفت.

## نقد فعالیت‌ها
حجاریان بابت وسواس علمی‌اش، و شناخت عمیقی که از فرهنگ موسیقی ایران و تئوری و اجرای موسیقی ایرانی دارد، مورد تحسین منتقدان قرار گرفته‌است. همچنین حجاریان مدتی با نام مستعار «م.ح. آریان» در سالنامه موسیقی شیدا و فصلنامه موسیقی ماهور مطلب می‌نوشت که این مطالب به خاطر رویکرد روش‌مند و نثر عالمانه، از دیگر مطالب مشابه متمایز دانسته می‌شدند.

## آثار
حجاریان بیش از ۴۰ مقاله در مجلات چاپی فارسی و انگلیسی به چاپ رسانده‌است. برخی از مقاله‌های او عبارتند از:
- نگاهی به بازسازی قطعهٔ حسینی. فصلنامه موسیقی ماهور، شماره ۱، ص ‎۱۹۱–۲۰۶
- لغزش‌های پژوهش در گنج سوخته. فصلنامه موسیقی ماهور، شماره ۱، ص ‎۲۰۷–۲۱۱
- موسیقی زبان بین‌المللی نیست. جامعه، ۱۲ خرداد ۱۳۷۷، ص ۸
- مستند، بدون اظهار نظر شخصی. فصلنامه موسیقی ماهور، شماره ۱۷، ص ‎۲۰۹–۲۱۲

همچنین وی در منابع برخط نظیر مرکز دائرةالمعارف بزرگ اسلامی و وبگاه انسان‌شناسی و فرهنگ نیز مقالاتی منتشر کرده‌است، و عضو شورای عالی این وبگاه نیز هست. او همچنین کتاب‌های زیر را تألیف یا ترجمه کرده‌است:
- مقدمه‌ای بر موسیقی‌شناسی قومی. تهران: نشر جیحون، ۱۳۸۶. شابک ‎۹۷۸-۹۶۴-۵۱۵۰-۵۶-۱
- موسیقی جهان. تهران: کتابسرای نیک، ۱۳۸۶. شابک ‎۹۷۸-۹۶۴-۲۹۵۳-۰۲-۸
- مردم‌شناسی موسیقی سرخپوستان آمریکای شمالی (ترجمه؛ نویسنده: مارشا هرندن) تهران: نقش افکار، ۱۳۸۸. شابک ‎۹۷۸-۹۶۴-۸۹۱۰-۸۳-۴
- موسیقی و شعر: تفاوت‌ها و طبقه‌بندی. تهران: انتشارات رشد آموزش، ۱۳۹۲. شابک ‎۹۷۸-۶۰۰-۶۲۶۹-۳۳-۷
- مکتب‌های کهن موسیقی ایران. تهران: نشر گوشه، ۱۳۹۳. شابک ‎۹۷۸-۶۰۰-۹۲۷۲۱-۷-۴
- مردم‌شناسی و موسیقی: گزیدهٔ مقالات ۱۸۸۸–۱۹۹۵. (ترجمه) تهران: کارنامه کتاب، ۱۳۹۵. شابک ‎۹۷۸-۹۶۴-۸۱۷۲-۲۴-۹